# المسجد الصفوي الجامع (مسجد الجوادين) - الكاظمية - العراق

## تاريخ المسجد ودوره السياسي
المسجد الصفوي الجامع هو مسجد بني في العصر العباسي في شمال بغداد عاصمة الدولة العباسية وله تأريخ حافل في القرن العشرين في تأريخ العراق الحديث ويستحق الاهتمام به وبالأحداث التي مربها في الفترة المعاصرة بين الاحتلالين البريطاني عام 1914م والأمريكي عام 2003م.
كان المسجد الصفوي الجامع منطلق التجمعات الشعبية في بغداد لمقاومة الاحتلال البريطاني سنة 1914م وكان مركز ثورة العشرين في العاصمة العراقية عام 1920م، كما كان قلب مقاومة النفوذ البريطاني بعد ثورة العشرين، وكان مركز أحداث كبيرة إلى حين الاحتلال الأمريكي للعراق سنة 2003 م، فهو مسجد للصلاة وللجمعات وتأريخ حافل يعج بالأحداث التي ساهمت برسم تأريخ العراق الحديث ولهذا يستحق الاهتمام به باعتباره مسجد ووظيفة وتأريخ.
ارتبط المسجد الصفوي نشاطاً وعملاً ودرساً ووظيفة بالمدرسة الخالصية (جامعة مدينة العلم) على مدى قرن من الزمان وهي مدرسة دينية إصلاحية وحدوية تدعو لوحدة المسلمين سنة وشيعة وبناء العراق المستقل استقلالاً حقيقياً وناجزاً.
يقع المسجد الصفوي الجامع (مسجد الجوادين) إلى جانب الحضرة الكاظمية حيث قبر الامام موسى بن جعفر والمعروف بالامام الكاظم وإلى جانبه قبر حفيده الامام محمد الجواد. والمسجد الصفوي الجامع هو مسجد كبير ترتفع في وسطه قبه كبيرة يقرب قطرها الثلاثين مترا وترتفع داخله الأعمدة الضخمة التي ترفع السقف العالي المكون من أقواس رائعة من العمارة الإسلامية.
توالت عليه ايدي المعمارين العراقيين والإيرانيين والاتراك، وارتبطت عمارته فيما بعد بعمارة الحضرة الكاظمية على مر القرون وأصبح داخل الصحن الكاظمي عند توسعة الحضرة وبنائها، إلا أن شخصيته المميزة بقيت تتحدث عن الاحداث الجسام التي شهدها وعلى وجه الخصوص في العصر الحديث.

## بناء المسجد الصفوي الجامع
لم نعثر على وثيقة معتبرة قاطعة عن زمن بناء المسجد، ولا اسمه حين انشائه، وقد عرف في فترة قديمة بمسجد باب التبن في العصر العباسي ثم بالمسجد الصفوي بعد توسعته وإعادة بنائه بامر من الشاه الصفوي إسماعيل الذي احتل بغداد عام 914 هـ (1509م) وزار الحضرة عام 929 هـ فأمر بإعادة بنائها بعد توسيع الروضة وتبليط القاعات بالرخام ووضع صندوقين خشبيين فوق القبرين الشريفين كما أمر أن تكون المآذن أربع بدلا من واحدة، ثم عرف بمسجد السلطان سليم وهو ابن السلطان العثماني سليمان القانوني والذي أمر بإكمال إعمار المقام والمسجد الملاصق له وهو مادة بحثنا هذا.
بعد احتلال سليمان القانوني بغداد عام 941 هـ زار الحضرة الكاظمية ووجد أن العمران فيها قد توقف فأمر بتكميله وبناء المنبر الذي كان موجودا حتى زمن متأخر في مسجد الجوادين على الطراز العثماني. وبنيت الحضرة الشريفة مستندة على حائط المسجد لضخامته وقام بتوسعته على نفس أسلوب العمارة السابقة.
وقد وجدنا في بعض المصادر التاريخية (أنظر كتاب الدر النظيم للشيخ جمال الدين يوسف بن حاتم العاملي[6]) أن الامام موسى بن جعفر ابتاع البقعة التي دفن فيها لنفسه قبل وفاته ولما توفي حفيده الامام محمد الجواد سنة 220 هـ كان مدفنه عند جده الامام موسى بن جعفر وفي مقبرته الخاصة، بحيث يحاذي رأسه الشريف قدمَي جدّه، وبنيت على قبريهما بنية وسميت البقعة بالكاظمين من باب التغليب، وكان الزائرون من الشيعة يزورون الامامين عليهما السلام من مسجد كان هناك يعرف (بمسجد باب التبن) أو من وراء حجاب – انتهى ما كتبه الشيخ جمال الدين العاملي(1).  (انظر موسوعة العتبات المقدسة – جعفر الخليلي مجلد 9 ص 162) (2)
ومن ينظرمن شباك المحراب الذي كان يصلي فيه ويؤم الجماعة منه الامام الشيخ مهدي الخالصي الكبير (1862-1925م) وهو شخصية إسلامية دينية وسياسية كبيرة في تأريخ العراق الحديث (من أبرز قادة مقاومة الاحتلال البريطاني عام 1914م وكذلك من أبرز قادة ثورة العشرين التي اندلعت ضد الاحتلال البريطاني) ومنذ نهاية القرن التاسع عشر ومن بعده نجله الشيخ محمد الخالصي (1891-1963م) في أربعينيات القرن المنصرم عند إقامته صلاة الجمعة وحتى وفاته نهاية العام 1963م، وصولأ إلى الحفيد الامام الشيخ محمد مهدي الخالصي (1939-...م) منذ ستينيات القرن المنصرم وحتى الاستيلاء عليه ومنع المتولي الشرعي (وهو الشيخ محمد مهدي الخالصي) من دخوله بعد الاحتلال الأمريكي للعراق سنة 2003 م، من ينظر من المحراب يرى القبرين الشريفين من محراب المسجد، وهو ما يتطابق مع الوصف التأريخي المذكور ما يوحي بأن الاسم القديم للمسجد هو مسجد باب التبن (3).
تهوية المسجد وتكييفه بنيت على طريقة الشيخ محمد بن حسين الحارثي العاملي المعروف بـالشيخ البهائي (953 هـ- 1030 هـ) وهو المعروف بعقليته الهندسية المتطورة وقيامه خلال تلك البرهة من الزمان بإنجازات رائعة منها تصميم المنائر الرنانة وجسر الثلاثة وثلاثين مفصل في اصفهان وكذلك حمام الشمعة الشهير في تلك المدينة وحضرة علي بن أبي طالب على طراز معماري يتناغم مع حركة الشمس، والطريقة الهندسية التي بنيت به أنظمة التهوية توحي أن يكون الشيخ البهائي نفسه قدم التصميم التي اشتهر بها في زمانه، وهي نفس الفترة التي تم إعادة اعمار المسجد الصفوي الجامع (مسجد الجوادين) خلالها.
كان نظام التهوية في المسجد الصفوي الجامع (مسجد الجوادين اليوم) يعتمد على قنوات الهواء التي تنقل الهواء الدافيء في الشتاء من أعلى القبة إلى ايوان الصلاة وتنقل الهواء البارد من أسفل البناء إلى باحة الصلاة أثناء الصيف، وقد خربت مراحل الاعمار التي لم تعر اهتماماً لهذه الهندسة أنظمة التهوية تلك (4).
من ناحية أخرى ينقل السيد محمود شكري الآلوسي في كتابه (تاريخ مساجد بغداد وآثارها) أن السلطان سليم ابن سليمان القانوني كان قد قدم بغداد عام 941 هـ وأمر بإكمال العمارة في المشهد الكاظمي وبنى حوله جامعاً عظيماً تقام فيه الجمع والجماعات، وهو اليوم على رصانته ووضعه (5).
وكتب الآلوسي فصلأ كاملاً عن الحضرة الكاظمية تحت اسم جامع الكاظمية وعنونها كذلك ((وفي ضمنه ذكر جامع أبي يوسف وجامع السلطان سليم العثماني)) والمقصود هنا بجامع السلطان سليم هو المسجد الصفوي الجامع (مسجد الجوادين اليوم)(6)
ويذكر الآلوسي أنه لما استولى الشاه إسماعيل الصفوي على العراق سنة 914 هـ نقض المشهد (أي المشهد الكاظمي) والقبة وأعاد بناءها على وضع بديع(7)، إلا أن الشاه الصفوي مات ولم يكمل العمارة في المشهد.
ويخالف المؤرخ الشيخ ميرزا عباس فيض الرأي بأن سليمان القانوي هو من بنى المسجد الصفوي وينسبه إلى الشاه إسماعيل الصفوي، ولا يناقض ذلك أن يكون السلطان الصفوي قد اعاد اعمار المسجد ولم يكن الذي بناه هو أي من الشاه الصفوي أو السلطان العثماني وإنما بني المسجد الكبير في فترة سابقة لهما وقد عثرنا على أقدم صورة تظهر المنبر الحجري الذي بناه السلطان سليم وبقي على حاله إلى حين التولية الشرعية للامام الشيخ مهدي الخالصي الكبير باعتباره المرجع الكبير في الكاظمية من اخوانه أهل السنة عن طيب خاطر في نهاية القرن التاسع عشر.
وصف المؤرخ الشيخ ميرزا عباس فيض مسجد الجوادين (المسجد الصفوي) وصفاً جميلأ في وقته، حيث قال أنه من أكبر المساجد في العراق وأكثرها جلالاً، يقوم على 76 عموداً من الآجر وتتوسطه قبه ترتفع 25 متراً عن الأرض، وضلعه الشمالي يتصل بالرواق المبارك للحضرة الكاظمية عبر شباك أثري(9) (أختفى هذا الشباك بعد الاعمار الأخير للمسجد بعد عام 2010 وهو قطعة أثرية).
واذا احتسبت أعمدة القبة الأربعة فيكون عدد الأعمدة هو ثمانون عموداً.

## التولية الشرعية للمسجد الصفوي الجامع
وحين استلم الخالصي الكبير (الشيخ محمد مهدي الخالصي) المسجد بتولية شرعية من اخوانه أهل السنة في أواخر القرن التاسع عشر باعتباره المرجعية الكبيرة الإسلامية التي اجتمع عليها الشيعة والسنة يومها كان يعرف بمسجد السلطان سليم ثم صار يسمى بمسجد الخالصي ومسجد الجوادين والمسجد الصفوي دون حساسية من الاسم ما يعكس الجو الأخوي الذي ساد يومها في بغداد وما جاورها.
ويذكر المؤرخ الشيخ ميرزا عباس فيض التولية الشرعية للامام الشيخ مهدي الخالصي للمسجد الصفوي الجامع عام 1340هـ (أنظر  تأريخ الكاظمين – ميرزا عباس فيض ص 250) ويتطابق مع معلومات دائرة الوثائق لجامعة مدينة العلم (المدرسة الخالصية) بهذا الشأن وليستمر الأمر لما يزيد القرن من الزمان وحتى الاعتداء الأخير على هذه التولية الشرعية بعد الاحتلال الأمريكي للعراق(10).
بقيت المنارة الوحيدة لمسجد الجوادين (المسجد الصفوي) هي الوحيدة القائمة حتى عام 1835 حيث بنى السلطان القاجاري محمد شاه وهو ملك فارس في الفترة من 23 أكتوبر 1834 إلى وفاته سنة 1848 المنائر الثلاثة الأخرى في الحضرة الكاظمية الشريفة (أنظر كتاب تاريخ مساجد يغداد وآثارها – محمد شكري الآلوسي ص 118).

## الدور الثقافي للمسجد الصفوي الجامع (مسجد الجوادين)
كان المسجد الصفوي الجامع (مسجد الجوادين) ومنذ التولية الشرعية للشيخ مهدي الخالصي الكبير مركز تدريس وحلقات علوم. توالى على الدراسة فيه وفي المدرسة الخالصية (المدرسة الزهراء- جامعة مدينة العلم) عدد من علماء الكاظمية والعالم الإسلامي، كما كانت تقام فيه الاحتفالات والمناسبات وحلقات تلاوة وتحفيظ القرآن الكريم.
حين استلمه الخالصي الكبير حوّله إلى مركز للتدريس ونشر العلوم الإسلامية حيث كان يلقي فيه عدداً من دروسه(11)، ودرس عليه لفترة من الزمن أسماء كبيرة حيث يذكر من بينهم المرجع الراحل الكبير السيد أبو القاسم الموسوي الخوئي والذي انتقل ابان ثورة العشرين من الكاظمية إلى النجف الاشرف برفقة نجل الامام الخالصي الكبير الشيخ عبد الحسين الخالصي، كما ذكر المرجع الكبير الراحل السيد شهاب الدين المرعشي النجفي أنه حصل على إجازة في الرواية من الامام الخالصي الكبير. 
ارتبط اسم المسجد الذي سماه الكاظميون بالمسجد الصفوي الجامع دون حساسية باسم جامعة مدينة العلم التي أسسها المرجع الخالصي والتي تعرف محلياً بالمدرسة الخالصية وصارت الدروس العلمية والفاعليات والاحتفالات مشتركة بين المكانين، فعند الحديث عن مدرسة الخالصي يكون الحديث عن المسجد الصفوي الجامع (مسجد الجوادين حالياً) والعكس صحيح.
بالحديث مع أهالي الكاظمية تعرف أنه لا فصل بين الاثنين على مدى قرن من الزمان، وأن المتولي للمسجد الصفوي الجامع (مسجد الجوادين اليوم) هو المرجع المتصدي في المدرسة الخالصية وهي مرجعية لها مركزيتها وتختلف عن المرجعية في النجف الاشرف وإن تعاملت معها بتعاون واحترام في فترات وتوتر ومواجهة في فترات أخرى، فعلى سبيل المثال حين عمل الامام الشيخ محمد مهدي الخالصي (وهو المرجع الحالي في المدرسة الخالصية) على إعادة المدرسة الدينية في الكاظمية في نهاية سبعينيات القرن المنصرم في وسط أحداث مرعبة أيام حكم نظام حزب البعث وهي فترة عصيبة كما سيأتي لاحقاً، وكانت أولى الخطوات بدأت في المسجد الصفوي الجامع باعتمار العمائم من قبل عدد من طلبة المدرسة الخالصية، حيث تقدم عدد من أبناء الأسرة الخالصية نفسها قبل غيرهم في الاقدام على هذه الخطوة لتأكيد أنهم لا يطلبون من الطلبة أمراً لا يفعلونه هم أنفسهم في تلك الفترة العصيبة من تأريخ العراق، ثم ليتبعهم بعد ذلك وبشجاعة وتضحية عدد من الطلبة في مدرسة مدينة العلم، حينها أقدم المرجع السيد محمد باقر الصدر وهو (فيلسوف العراق والعالم الإسلامي يومها وأعدمه نظام حزب البعث عام 1980م) على مباركة هذه الخطوة وأرسل رغم الحصار المالي عليه يومها في النجف وقصر ذات اليد، أرسل هدايا قيمة للطلبة الجدد في حوزة الكاظمية الوليدة في مدرسة الامام الخالصي (مدينة العلم).
بالعودة للسياق التاريخي، فإن عدداً من علماء الكاظمية الكبار من الأسر الكريمة فيها كانت تعقد الاجتماعات واللقاءات في هذا المسجد الكبير منذ بداية القرن العشرين حيث كان المرجع الخالصي الكبير الراحل يتداول في شتى الأمور مع أقرانه من العلماء الكبار بين جدران هذا المسجد كالشيخ مهدي المراياتي، والسيد مهدي آل السيد حيدر والسيد مهدي الصدر.
ويكاد يجمع المؤرخون الموضوعيون أن التولي الشرعي للامام الخالصي الكبير الراحل هو الذي قد حول هذا المسجد الجامع إلى منارة للعلم في الكاظمية.

## تراجع الدور الثقافي للمسجد الصفوي الجامع
تعرض الدور الثقافي للمسجد الصفوي الجامع (كما الدور السياسي كما سنرى لاحقاً) لحالات الشد والجذب صعوداً وهبوطاً تبعاً للظرف السياسي الذي تمر به البلاد ونشاط مدرسة مدينة العلم في المدينة وفي المسجد. فبعد المكيدة التي دبرها الحاكم البريطاني السير بيرسي كوكس مع الملك فيصل الأول العام 1923 والقاضية بالعمل على نفي الامام الشيخ مهدي الخالصي الكبير من العراق نتيجة لعدم تمكنهم من إجراء انتخابات المجلس التأسيسي المطلوب منه شرعنة معاهدة الانتداب البريطاني على العراق بالمصادقة وذلك وبسبب تحريم المرجع الخالصي الكبير تلك الشرعنة، بحث الحاكم البريطاني كوكس عن رئيس وزراء يتعهد بنفي الشيخ الخالصي كشرط للحصول على المنصب وحين رفض عبد الرحمن النقيب القبول بهذا العمل وجد كوكس ضالته في عبد المحسن السعدون الشخصية البصرية الذي قبل بالشرط المطلوب وهو نفي الامام الخالصي الكبير مقابل فترة لم تدم له طويلاً في رئاسة الوزراء، وهكذا نفذ الحاكم البريطاني عمله بينما كان الشيخ الخالصي في طريقه إلى المسجد الصفوي لصلاة الفجر.
ومن المفارقات في تأريخ العراق الحديث أن اسم عبد المحسن السعدون مخلد باسم أهم الشوارع في بغداد (شارع السعدون) حتى هذا اليوم نتيجة حساسية السفارة البريطانية تجاه هذا الأمر وبعد ما يقرب القرن من الزمان، بينما يعمل الحاكمون بمن فيهم الشيعة على محاولة محو اسم الشيخ الخالصي من التأريخ، كما فعل نظام حزب البعث حين أزالوا اسمه من كتاب التأريخ للصف الرابع الثانوي حتى أوائل سبعينيات القرن المنصرم وليستمر الأمر بشكل أسوأ في عهد الحكومات في زمن الاحتلال الأمريكي ونفوذه بعد عام 2003 م وذلك حتى بتجريم ثورة العشرين نفسها، من الواضح انه انعكاس مباشر لمستوى الوعي السياسي العام قبل أي شيء آخر.
بعد نفي الشيخ مهدي الخالصي الكبير عام 1923 تراجع الدور الثقافي للمسجد الصفوي الجامع وتحول لمجرد مصلى ومكان للزائرين سوى بعض حلقات الدرس التي كان يقيمها عدد من مشايخ الأسرة الخالصية، وتراجع معه دور مدينة الكاظمية في الشأن الثقافي والعلمي وبدأت مسيرة تضائل حجم ودور الحوزة العلمية في هذه المدينة المقدسة الملاصقة لبغداد عاصمة العراق. ومن المؤسف أنه ليس هنالك من مؤرخين في العراق يتابعون تصاعد وتباطؤ دور مراكز الحراك التحرري في العراق ومنها المدرسة الخالصية والمسجد الصفوي الجامع في ظل تولي هذه المدرسة له، وقد وجدنا في المصادر التأريخية أن مؤرخاً من إيران هو الميرزا عباس فيض حيث كتب أن المسجد الصفوي الجامع فقد رونقه ودوره بعد نفي المتوفى الشيخ مهدي الخالصي إلى مشهد بإيران(12)

## عودة الدور الثقافي والعلمي للمسجد الصفوي الجامع
وبعد عودة نجل الشيخ الخالصي الكبير وهو الشيخ محمد الخالصي عام 1949م من نفي سلطات الاحتلال البريطاني له دام 27 سنةً في إيران إلى وطنه العراق عاد الدور الثقافي للمسجد الصفوي ليتألق من جديد حيث أول ما أقدم عليه الشيخ محمد الخالصي هو إحياء سنة صلاة الجمعة المتروكة في العراق لما يقرب من الثلاثة قرون. استقرت صلاة الجمعة في المسجد الصفوي الجامع في كل يوم جمعة.
وكما فعل والده الامام الخالصي الكبير، سعى الشيخ محمد إلى محاولة إحياء المدرسة الدينية في الكاظمية (حوزة الكاظمية)، ومرة أخرى كان المسجد الصفوي الجامع كما مدرسة الخالصي هما مركز هذه الحوزة الوليدة، حيث درس عليه عدد من العلماء والفضلاء منهم الشيخ محمد آل معتوق العاملي (اغتاله نظام حزب البعث سنة 1981)، والسيد عبد الصاحب عطيفة (أعدمه نظام حزب البعث بعد اعتقاله سنة 1982م) والسيد باقر الشرفاء والشيخ هاشم الدباغ والشيخ علاء الإمامي والشيخ عبد الكريم الغراوي والسيد هاشم العاملي والشيخ حسين العبد من مدينة الناصرية والشيخ سليم المنذري الموجود حتى يومنا هذا.
تعاظم الدور الثقافي للمسجد الصفوي الجامع نتيجة النشاط الكبير للشيخ محمد الخالصي ورجال مدرسته الدينية وقوي السجال والنقاش في المجالس الكاظمية وعموم العراق حول مشروعية ودور صلاة الجمعة (والتي كانت منتشرة في إيران نتيجة الدور الهام للشيخ محمد الخالصي خلال مدة نفيه إليها، حيث كان يقيمها في كل مدينة ينفى إليها على مدى 27 سنة)(ينظر كتاب: مبارزات آيت الله شيخ محمد خالصي زاده به روايت اسناد، إسلام دباغ، مركز اسناد انقلاب إسلامي، طهران 2011م) بينما هي متروكة من قبل شيعة العراق بسبب إحجام الحوزات الدينية التقليدية عنها وتعطيلها دون سبب شرعي.
ازدان المسجد الصفوي الجامع بأئمة جماعة من تلامذة الشيخ محمد الخالصي يفتون المصلين من جهة ويلقون المحاضرات ويدرسون العلوم الدينية إضافة إلى تنظيم فاعليات للشباب مثل السفرات السياحية إلى مختلف انحاء البلاد إضافة إلى قيام شباب المسجد الصفوي الجامع بتأسيس ناد رياضي باسم نادي المجاهد والذي أغلقه نظام حزب البعث بعد أن سيطر على مقاليد الحكم في البلاد بعد انقلاب علم 1968. 
وأصبح المسجد الصفوي الجامع ملتقى الشيخ محمد الخالصي مع إخوانه من مرجعيات السنة في العراق من أمثال الشيخ نجم الدين الواعظ والشيخ محمود شكري الآلوسي (ينظر: صفحات مشرقة من الجهاد السياسي والديني لعلماء العراق: الامام الشيخ محمد الخالصي، هاشم الدباغ، ط1، طهران 1998م).
واستمر الدور الثقافي للمسجد الصفوي بعد وفاة الشيخ محمد الخالصي عام 1963م وتسلم التولي الشرعي من قبل نجله الامام الشيخ محمد مهدي الخالصي المرجع الكبير في مدرسة مدينة العلم والذي يعتبر اليوم هو المتولي الشرعي إلى جانب شقيقه الشيخ جواد الخالصي. بعد انهيار حكم البعثيين العام 1963. استمرت فيه حلقات الدرس وتحفيظ القرآن والتلاوة واستمر ليكون مبدأ أو منتهى المسيرات التي تقوم بها المدرسة الخالصية في مختلف المناسبات. أهم هذه المسيرات كان موكب الجمعة والذي هو مسيرة سلمية ثقافية واعية تبدأ بالمدرسة الخالصية وتنتهي بالمسجد الصفوي الجامع قبل قبل صلاة الجمعة بنصف ساعة وتشق بعض شوارع وأزقة الكاظمية مثل شارع المفيد وسوق الاسترابادي وساحة باب القبلة وساحة باب المراد وصولاً للصحن الكاظمي ومن ثم إلى المسجد الصفوي الجامع.
كان المشاركون في هذه المسيرة يرددون بشكل واع آيات من القرآن ودعوات للسعي لصلاة الجمعة. وهي مسيرة استمرت لأكثر من ثلاثين عاماً حتى زمان منعها من قبل حكومة حزب البعث مطلع الثمانينيات معاقبة للمدرسة الخالصية على نشاطها وحيويتها.

## الدور السياسي للمسجد الصفوي الجامع
ارتبط الدور السياسي للمسجد الصفوي كما الدور الثقافي بمدرسة جامعة مدينة العلم للامام الخالصي الكبير. وقد تعاظم الدور السياسي للمسجد الصفوي بمجرد أن استلم الامام الشيخ مهدي الخالصي الكبير التولي الشرعي للمسجد الجامع من اخوانه أهل السنة في نهاية القرن التاسع عشر.
كان التوجه السياسي واضح في عمل الشيخ مهدي الخالصي الكبير وذلك منذ نشاطه حول ضرورة مواجهة الهجوم الروسي القيصري على مشهد عام 1910 وكذلك الاجتماعات التي عقدها في المسجد الصفوي الجامع للدعوة لمواجهة الهجوم الإيطالي على ليبيا سنة 1910م وكذلك تأييده للحركة الدستورية في إيران والتي قادها فكرياً الامام الآخوند محمد كاظم الخراساني وعرفت يومها بحركة المشروطة والتي أضاف إليها رؤاه الشرعية التي عرفت وقتها بالمشروطة المشروعة* وصولاً إلى مشاركته الأصيلة والفاعلة في مقاومة الاحتلال البريطاني عام 1914م وقيادته لجبهة الحويزة رغم كبر سنه، واستمراره في مواجهة الجيش البريطاني صعوداً إلى بغداد (ينظر: بطل الإسلام الشهيد الامام الشيخ محمد مهدي الخالصي، محمد الخالصي، مركز وثائق الامام الخالصي، دمشق 2008م).
والمشروطة المشروعة تعني أن مجلس النواب يهيمن على النظام التشريعي باعتباره ممثلاً للشعب ومجلس الفقهاء يهيمن على تشريعات مجلس النواب للتأكد من تطابقها مع الشريعة الإسلامية، وكان الخالصي الكبير رائداً في هذه البنية الاصلاحية.  
المسجد الصفوي الجامع وإلى جانب المدرسة الخالصية كانا الساحة الطبيعية التي يخاطب فيها الخالصي الكبير الجموع، وفيهما يعقد الاجتماعات والمداولات مع أقرانه من العلماء ويشكل اللجان التي إدارة مقاومة الاحتلال البريطاني ومن بعدها ثورة العشرين.
كان المسجد الصفوي الجامع هو المكان الطبيعي الذي تجتمع فيه لجنة الثورة علم 1920 برئاسة الخالصي الكبير مع أعضائها من رجال الحركة الوطنية العراقية كالشيخ مهدي كبة والسيد أبو القاسم الكاشاني (والذي أصبح لاحقاً رئيس البرلمان الإيراني) والشيخ محمد جعفر أبو التمن.
فقد المسجد الصفوي الجامع رونقه ودوره السياسي بعد نفي الشيخ مهدي الخالصي الكبير من العراق على يد عبد المحسن السعدون والذي قبل شرط الحاكم البريطاني الفعلي للعراق السر بيرسي كوكس بتكليفه رئاسة الوزراء بشرط نفي الشيخ الخالصي. وبقي الحال على ما هو عليه في تعطيل المسجد الصفوي الجامع، وقد سعى السيد هبة الدين الشهرستاني لمحاولة احياء دور المسجد ثقافياً باجراء بعض التصليحات وتنظيفه على ما ينقل المؤرخ ميرزا عباس فيض في كتابه تاريخ الكاظمية(13) مع فقدان من يتحدث عن هذا الأمر من المؤرخين العراقيين إلا أنه لا أحد يمكنه أن يؤدي دوراً كالذي اضطلع به الخالصي الكبير إلا رجلاً من وزنه.
وهكذا فقد استعاد المسجد الصفوي الجامع دوره السياسي بمجرد عودة الشيخ محمد الخالصي (نجل الشيخ الخالصي الكبير) إلى العراق (كما أسلفنا في الدور الثقافي للمسجد الصفوي الجامع) بعد نفي دام 27 سنة في أنحاء البلاد الإيرانية.
أصبح المسجد الصفوي الجامع هو مركز صلاة الجمعة بعد أن أحيى الامام الشيخ محمد الخالصي إقامتها في العراق في ظل نقاشٍ متصاعدٍ دام عقوداً في وجوبها من عدمه والذي كانت الحوزة التقليدية في النجف تشكك به. أصبح منبر الجمعة في المسجد الصفوي الجامع هو الوسيلة الاعلامية الأهم والمنبر السياسي الذي يطلق الشيخ محمد الخالصي مواقفه السياسية عبره، فعلى سبيل المثال من على منبر المسجد الصفوي الجامع تحدث عن حلف بغداد تحت قيادة بريطانيا ومخاطر ربط العراق بشكل كلي بعجلة الهيمنة البريطانية على الحركة الوطنية العراقية. ومن على منبر المسجد الصفوي الجامع تحدث عن مخاطر الحركة الالحادية التي اجتاحت العراق في أربعينيات القرن المنصرم وما تلاها من تسلق الحكم بعد ثورة تموز عام 1958م وارتكبت خلالها جرائم السحل في الشوارع والتعليق على أعمدة الكرباء. ومن على نفس المنبر دعا إلى الوحدة الإسلامية وأهمية جمع كلمة المسلمين جميعاً وقد اجتمع تحت منبره شخصيات سنية مهمة منهم الشيخ عبد العزيز البدري (أعدمه نظام البكر/صدام حسين عام 1969م).
ومن على منبر المسجد الصفوي أفتى بحرمة قتال الأكراد في شمال العراق حين أعلن الرئيس العراقي الأسبق وقتها عبد الكريم قاسم أول حرب ضد أكراد العراق بعد أن استقدم الرئيس قاسم بنفسه الملا مصطفى البرزاني من الاتحاد السوفيتي للقضاء على زعامة البرزنجيين للأكراد ثم تحول البرزاني نفسه مشكلة أكبر من جماعة محمود الحفيد البرزنجي فأعلن عبد الكريم قاسم الحرب عليهم وهو ما عده الشيخ محمد الخالصي أمراً عبثياً يؤدي لقتل المسلمين والعراقيين بعضهم بعضاً وكانت نتيجته أن رفض نجله الشيخ محمد مهدي الخالصي الاشتراك بالقتال في الشمال العراقي تنفيذاً لفتوى والده وحكم بالإعدام عسكرياً (حين كان يؤدي الخدمة العسكرية بعد تخرجه من كلية الحقوق بجامعة بغداد) حيث غادر الشيخ محمد مهدي الكاظمية وقام عبد الكريم قاسم باحتجاز الامام الشيخ محمد الخالصي في منزله بأمر منه شخصياً.
ومن على منبر المسجد الصفوي الجامع أطلق موقفه من فكر حزب البعث عام 1963م حين أطلق عبارته المشهورة (قل أعوذ برب الفلق من شر ما خلق ومن شر ميشيل عفلق...إلى آخر الخطبة التي أعلن فيها تجريم حزب البعث)، في موقف علني لم يصدر من أحد غيره من العلماء وقتها.
استمر الدور السياسي للمسجد الصفوي الجامع عند تولي الشيخ محمد مهدي الخالصي (الحفيد) المسجد الصفوي الجامع والمدرسة الخالصية بعد وفاة والده نهاية العام 1963م وبعد سقوط حكم حزب البعث الأول بعد الجرائم التي ارتكبها الحرس القومي يومها (وهو الميليشيا التي اعتمد عليها حزب البعث في تنفيذ سياساته بعيداُ عن الجيش العراقي).
كان المسجد الصفوي ومنبر الجمعة فيه بإمامة الشيخ محمد مهدي الخالصي المنصة التي أطلقت المدرسة الخالصية مواقفها منه،  وسرعان ما حدث الاصطدام المتوقع مع حزب البعث الذي قام بانقلابه العسكري عام 1968م. قام حزب البعث بضرب الشخصيات التي استعملها في الاستحواذ على السلطة، سواء العسكرية التي ساعدته على تنفيذ الانقلاب من داخل الحرس الجمهوري المحيط بعبد الرحمن عارف الرئيس العراقي يومها، أو الشخصيات الدينية ومنها الشيعية التي استعملها في التحريض على حكم عبد الرحمن عارف بالمظاهرات والحركات الشعبية التي هيأت الأرضية للانقلاب العسكري البعثي وقتها وصارت فيما بعد أولى ضحاياه.
قام نظام حزب البعث في العام 1970 بحركة تسفير كبيرة للايرانيين المقيمين في العراق، ولكن خلط معهم عدد كبير من الفيليين العراقيين في حركة ظالمة ابتدأ بها عهده. سكتت المرجعيات الدينية يومها جميعاً رغم أن التسفير طال عدد غير قليل من طلبة العلوم الدينية في النجف.
ومن على منبر الجمعة في المسجد الصفوي الجامع وجه الامام الشيخ محمد مهدي الخالصي أولى سهامه إلى حكم حزب البعث الجديد يومها ووصف حركة التسفير والإبعاد بالظالمة، وسأل الحكومة العراقية بجرأة: كيف يتسع صدر رجال الثورة (كما يصفون أنفسهم) لرجل المخابرات الأمريكية مار شمعون الذي أعيد إلى العراق بعد انقلاب 1968م ولا يتسع صدرهم لمجموعة من المقيمين الإيرانيين في العراق وكثير منهم معارض لنظام الشاه. وكما كان متوقعاً حضرت قوة كبيرة من وزارة الداخلية والأمن العامة بسيارات وباصات واعتقل الشيخ محمد مهدي الخالصي والعشرات من مناصريه ومن مصلي المسجد الصفوي الجامع تعدى عددهم الأربعين شخصاً  وحبسوا في أقبية مديرية الأمن العامة التي كان يديرها ناظم كزار المعروف ببطشه وقسوته. كان التحقيق مع الشيخ الخالصي أقرب إلى المشادة الكلامية حيث هدده ناظم كزار (مدير الأمن العام) بالنظر لمصير الشيخ عبد العزيز البدري والذي تفوه بأقل مما قاله الشيخ الخالصي من على منبر مسجد راغبة خاتون في الأعظمية ببغداد.
ذكر المرجع الديني الراحل السيد عبد الله الشيرازي في مجالسه وهو من علماء مدينة مشهد والذي شمله التسفير القسري من العراق أنه جال على بيوت أكبر العلماء في النجف يومها وطالبهم بموقف كالذي اتخذه الشيخ الخالصي في بغداد وأن لا يترك وحيداً بهذا الموقف، ولكن دون أن يلقى السيد الشيرازي آذاناً صاغية.
كان منبر المسجد الصفوي الجامع بإمامة مرجعية الشيخ محمد مهدي الخالصي منصة لتصحيح الانحراف عن الدين والمفاهيم الإسلامية ومحاولة ادخال المفاهيم الجاهلية فيه والدفاع عن تلك القيم. أحيى حزب البعث أفكار ميشيل عفلق القائلة أن الإسلام هو مرحلة من مراحل التأريخ العربي ليس إلا وقام صدام حسين نائب الرئيس العراقي وقتها بابراز سلسلة مواقف حول تعظيم مرحلة الجاهلية قبل الإسلام وإعادة مقولات زعيمه مؤسس حزب البعث ميشيل عفلق في تنزيل الدين الإسلامي من دين سماوي إلى فكرة قومية جاءت في زمن الاحياء العربي الأول وعليها أن تذهب مع قدوم أفكار البعث باعتباره الاحياء العربي الجديد والذي عليه ان يكون الرسالة الخالدة حسب أدبيات الحزب المذكور، فكان أن تصدى الإمام الشيخ محمد مهدي الخالصي لذلك من على منبر الجمعة في المسجد الصفوي الجامع وقال أن الجاهلية قيم ومفاهيم كما أن الإسلام فيه قيم ومفاهيم تناقض قيم الجاهلية وليس أي منها مرتبطة بزمان أو مكان، وقيم الجاهلية تبقى جاهلية حتى وإن دعا لها شخص في القرن العشرين مثل ملحد يقيم في لبنان أحياناً على سبيل المثال (في إشارة منه إلى ميشيل عفلق الذي كان يتنقل بين بغداد وبيروت)
وأقامت المدرسة الخالصي العام 1977 م احتفالاً كبيراً في المسجد الصفوي الجامع ليتحدث المتحدثون عن احياء الجاهلية الجديد على يد حزب البعث بدعوى القومية، واعتقل على إثرها الشيخ جواد الخالصي الأخ الأصغر للشيخ محمد مهدي الخالصي بعد خطبة هاجم فيها أفكار صدام حسين مباشرة، واعتقل الناشط السياسي السيد علي الحيدري (وكان من الشباب الواعي الذي دعي إلى الاحتفال والقى كلمة بنفس المناسبة) وهو نجل السيد حسن الحيدري من أفاضل علماء مدينة الكاظمية.
حين تصاعت احداث الثورة في إيران في العام 1978م كان منبر الجمعة بإمامة ومرجعية الشيخ محمد مهدي الخالصي هي المتصدية الأولى لبيان أهمية هذه الثورة التي تريد الإطاحة بالشاه والتعريف بقيادتها في وقت عز المناصر والموضح لها في تلك الفترة العصيبة وفي داخل العراق، بل إن بعض الاتجاهات الشيعية كانت ترى أن هذه الثورة الإيرانية هي واجهة لتسلق حزب تودة الشيوعي الإيراني على السلطة عن طريق عمامة الامام الخميني، وأن الشاه السابق هو الملك الشيعي الوحيد في العالم.
كانت فكرة الدفاع عن الثورة في إيران غريبة عن الوسط الديني العراقي عموماً والشيعي خصوصاً ولم تكن فكرة تأييد هذه الثورة تملك شعبية كبيرة في المؤسسة الدينية في العراق إلا في أوساط قليلة منها أوساط المرجع الراحل السيد محمد باقر الصدر بشكل سري في البداية، ثم ما لبث أن أعلنها بشجاعة بعد إخراج الامام الخميني من العراق. لذلك فإن تصدي الشيخ محمد مهدي الخالصي للخطابة علناً ومن على منبر المسجد الصفوي الجامع وقبل إخراج الامام الخميني من العراق كان ينم عن تحد وشجاعة متناهية يحرص المستفيدون اللاحقون من التأييد الحكومي والمالي الإيراني فيما بعد على إخفاء هذه المواقف رغم أن مرجعية الشيخ الخالصي كانت الوحيدة التي أقدمت على هذه المواقف لمدة عام كامل.
أطلعنا على وثيقة من وثائق الساواك الإيراني (وهو جهاز الأمن السياسي المخوف التابع للشاه) في آخر أيام الثورة ونشرتها جريدة اطلاعات الإيرانية في ثمانينيات القرن المنصرم وتبين بوضوح أن رئيس جهاز الساواك قدم إلى العراق بتكليف من شاه إيران السابق وطلب تدخل السلطات العراقية لاسكات الخميني والخالصي (هكذا ذكرت الوثيقة الاسمين فقط) ووعد صدام حسين بالقيام بما يجب عليه، فاعتقل الشيخ محمد مهدي الخالصي في أقبية الأمن العام وأخرج الامام الخميني من العراق نهاية العام 1978م. كانت خطابات الشيخ الخالصي في المسجد الصفوي الجامع هي السبب المباشر.  
------------------------------------------------------------------------------------------------------------------------------------    
(1)  الدر النظيم للشيخ جمال الدين يوسف بن حاتم العاملي
(2)  موسوعة العتبات المقدسة، جعفر الخليلي، مجلد 9، ص 162
(3)  تاريخ الكاظمية، راضي آل ياسين، مجلد 1، ص 79
(4)  تاريخ الكاظمية، راضي آل ياسين، مجلد 1، ص 50
(5)  تأريخ مساجد بغداد وآثارها – محمود شكري الآلوسي ص 117
(6)  تأريخ مساجد بغداد وآثارها – محمود شكري الآلوسي ص 116
(7)  في سبيل الله: سيرة ذاتية ومذكرات جهادية، محمد الخالصي، ط1، دار المحجة البيضاء، بيروت 2015، ص 6
(8)  المركز الوثائقي، جامعة مدينة العلم
(9)  تأريخ الكاظمين – ميرزا عباس فيض ص 248
(10)                      تأريخ الكاظمين – ميرزا عباس فيض ص 250
(11)                      المصدر السابق
(12)                      تأريخ الكاظمين – ميرزا عباس فيض ص 250
(13)                      المصدر السابق ص